# Stazione di Piave
La stazione di Piave è una stazione che serve il Rione Piave nel quartiere di Soccavo a Napoli, posta sulla ferrovia Circumflegrea dell’Ente Autonomo Volturno. La stazione è stata ristrutturata nel 1991 da Nicola Pagliara, anche se da allora metà dell'edificio è chiuso al pubblico in attesa di completare il raddoppio della tratta Montesanto-Pianura della Circumflegrea, che consentirà di utilizzare anche il secondo binario, attualmente morto.

## Strutture e impianti
La stazione dispone di un fabbricato in superficie che permette l'accesso al piano inferiore dove è presente la sede ferroviaria, essendo la stazione in galleria sotterranea (anche se subito dopo la fermata, la linea esce in tratto sopraelevato): i binari sono due, ma ne viene utilizzato uno solo nei due sensi, poiché in altri punti della linea si lavora ancora alla costruzione del secondo binario. L'accesso ai binari, oltre alle scale, è consentito anche da scale mobili e ascensori. È presente anche una biglietteria.

## Movimento
Il traffico passeggeri è molto buono in tutte le ore del giorno, data la densità abitativa della zona. La stazione è posta sulla ferrovia Circumflegrea.

## Servizi

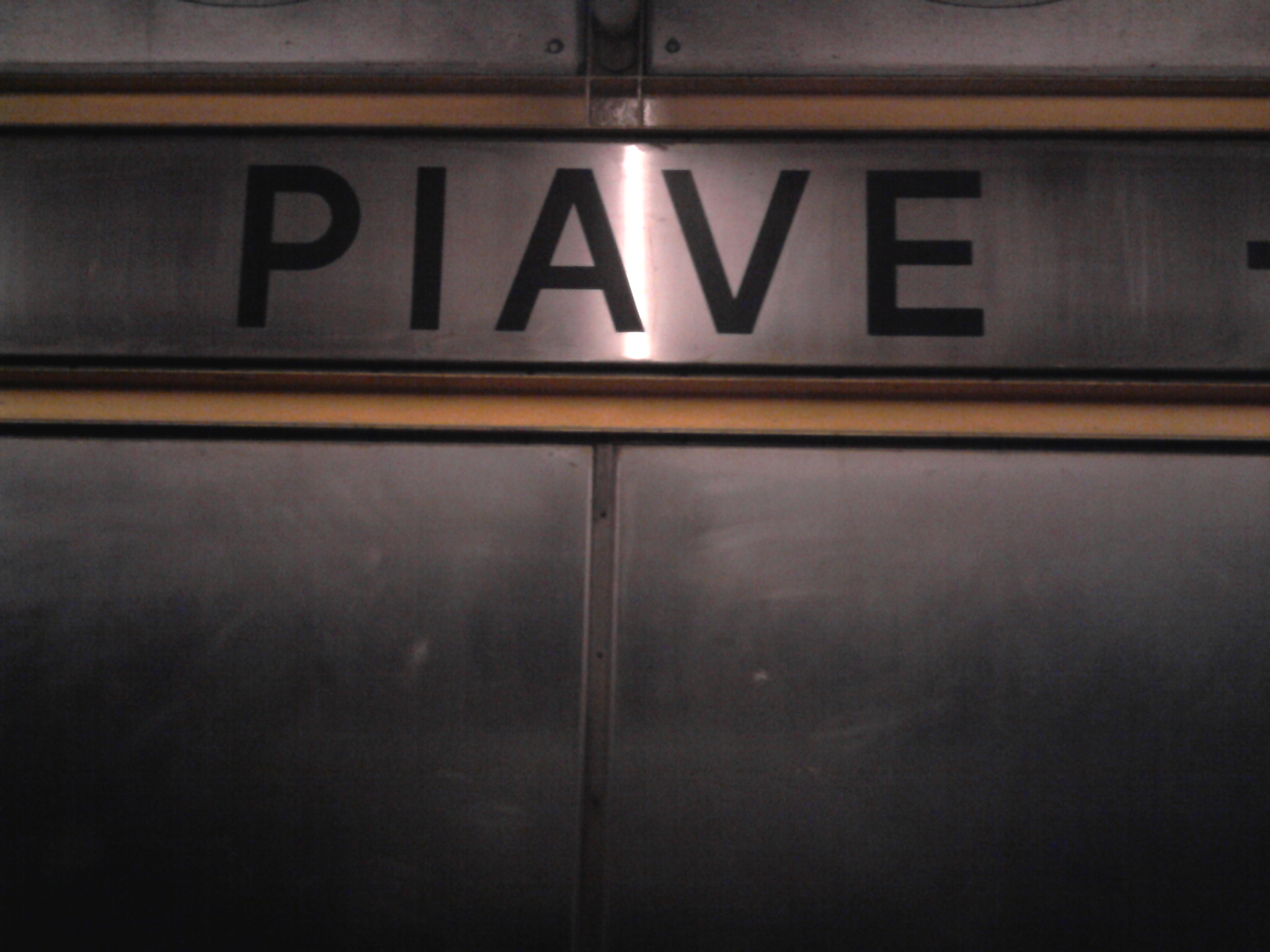
Interno della stazione

La stazione dispone di:
- Biglietteria
- Servizi igienici